# Sanborns Hörnchen
Sanborns Hörnchen (Sciurus sanborni) ist eine Hörnchenart aus der Gattung der Eichhörnchen (Sciurus). Es kommt nur im Süden von Peru in der Region Madre de Dios vor.

## Merkmale
Sanborns Hörnchen erreicht eine Kopf-Rumpf-Länge von etwa 15,2 bis 17,5 Zentimetern, hinzu kommt ein etwa 16,4 bis 18,4 Zentimeter langer Schwanz. Die Rücken- und Kopffärbung ist gleichförmig oliv-braun, um die Augen besitzen die Tiere einen blass sandgelben Augenring. Der Bauch ist weiß bis gelblich orange. Der Schwanz entspricht in seiner Farbe dem Rücken und besitzt eine undeutliche schwarze Bänderung, er kann leicht grau meliert sein.

## Verbreitung
Sanborns Hörnchen kommen endemisch im Süden von Peru in der Region Madre de Dios vor.

## Lebensweise
Über Sanborns Hörnchen liegen nur sehr wenige Daten und Beobachtungen vor, es ist nur durch einige gesammelte Individuen bekannt. Es lebt in einem begrenzten Gebiet im Amazonas-Regenwald in Höhenlagen von 300 bis 580 Metern. Die Tiere sind tagaktiv und entsprechen in ihrer Lebensweise wahrscheinlich anderen baumlebenden Hörnchen ihrer Größe.

## Systematik
Sanborns Hörnchen wird als eigenständige Art innerhalb der Gattung der Eichhörnchen (Sciurus) eingeordnet, die aus fast 30 Arten besteht. Die wissenschaftliche Erstbeschreibung stammt von Wilfred Hudson Osgood aus dem Jahr 1944, der die Art anhand von Individuen aus Peru im Gebiet zwischen dem Rio Inambari und dem Rio Tambopata, etwa 33 Kilometer nördlich von Santo Domingo, aus 570 Metern Höhe beschrieb. Er benannte die Art nach dem Zoologen und Präparator Colin Campbell Sanborn.
Innerhalb der Art werden neben der Nominatform keine Unterarten unterschieden.

## Status, Bedrohung und Schutz
Sanborns Hörnchen wird von der International Union for Conservation of Nature and Natural Resources (IUCN) aufgrund unzureichender Daten zu den Beständen, der Taxonomie und zu den ökologischen Bedürfnissen nicht in eine Gefährdungskategorie eingeordnet, sondern als „data deficient“ gelistet. Es wird angenommen, dass die Art aufgrund des begrenzten Verbreitungsgebietes bedroht ist.

## Belege
1. 1 2 3 4 5  Richard W. Thorington Jr., John L. Koprowski, Michael A. Steele: Squirrels of the World. Johns Hopkins University Press, Baltimore MD 2012, ISBN 978-1-4214-0469-1, S. 68–69.
2. 1 2 3 4  Sciurus sanborni in der Roten Liste gefährdeter Arten der IUCN 2015.3. Eingestellt von: G. Amori, J. Koprowski, L. Roth, 2008. Abgerufen am 13. November 2015.
3. 1 2  Sciurus sanborni In: Don E. Wilson, DeeAnn M. Reeder (Hrsg.): Mammal Species of the World. A taxonomic and geographic Reference. 2 Bände. 3. Auflage. Johns Hopkins University Press, Baltimore MD 2005, ISBN 0-8018-8221-4.